# Хардури
Хардури (ҳардурӣ) —группа  таджиков.Они живут в Сурхандарьинской области и Кашкадариньской области на юго-востоке Узбекистана (между Байсуном и Гузаром). В 1924-25 годах численность хардури составляла около 8400 человек Данное время их численность составляет около 45000 человек.